# Plush (film)
Plush è un film del 2013 scritto, diretto e prodotto da Catherine Hardwicke.

## Trama
Hayley è una giovane stella del rock che, dopo aver perso il fratello e il compagno del proprio gruppo musicale a causa di un'overdose, si ritrova in grave difficoltà. Il secondo album della sua band, i Plush, ha ricevuto critiche pessime e va molto male sul mercato. Hayley ritrova un po' di fiducia grazie all'amicizia con Enzo, nuovo chitarrista che dà nuova sicurezza all'artista, coinvolgendola in un rapporto basato sulla condivisione di musica e sesso. Questo porta alla realizzazione di una nuova canzone di successo e un video. Alla fine del tour Hayley prova a mantenere separati la sua storia con Enzo rispetto alla sua famiglia, ma lui non sembra condividere e si insinua nella loro vita. Quando la ragazza capisce che l'uomo è in realtà un folle psicopatico pronto a minacciare la sua vita e la sua famiglia, sembra essere troppo tardi.

## Distribuzione
Il 31 agosto 2013 è stato diffuso online il red band trailer del film, che sarà distribuito nei cinema statunitensi a partire dal 16 settembre.